# 柳汀街
柳汀街是浙江省宁波市一条城市主干道，东连药行街，西跨萧甬铁路接联丰路，全长2.6公里。道路形成于明代，原为经过柳汀跨月湖的桥路，1994年10月拓宽并延伸到现在的规模。

## 历史沿革
柳汀街形成于明代初年，最初为沟通月湖东西的桥路，即今天的柳汀街中段。连接柳汀和月湖西岸的桥梁称陆殿桥，连接东岸的称尚书桥，两座桥由僧人蕴臻始建于北宋天禧五年（1021年），最初称“憧憧东桥”和“憧憧西桥”，明崇祯三年（1630年）改为现名。据乾隆《鄞县志》载，柳汀街古称湖桥西横街，民间亦称五圣官庙跟、陆殿桥跟、小巷弄等，后由于跨越柳汀而改称柳汀街。1928年，柳汀街向西延伸到圣功寺巷，1994年10月拓宽成现在的规模。

## 文物古迹
柳汀街中的古迹集中在月湖区域。贺秘监祠、居士林和关帝庙三座儒、释、道建筑自西向东分布于柳汀街北侧，柳汀之上，以贺秘监祠为最早，建于宋代，居士林建于元代，而关帝庙建于明代，合称“柳汀三连贯”。“瀛洲接武”坊立于明代万历年间，是宁波城区现存最早、保存最好的石牌坊。

## 主要相交道路
- 东接药行街
- 解放路
- 镇明路
- 长春路
- 马园路
- 苍松路
- 环城西路
- 西接联丰路